# Sporting Étoile Club de Bastia 1967-1968
Questa voce raccoglie le informazioni riguardanti lo Sporting Étoile Club de Bastia nelle competizioni ufficiali della stagione 1967-1968.

## Maglie e sponsor
Vengono confermate le divise utilizzate nella stagione precedente, ad eccezione di quella da trasferta.
| Manica sinistra · Manica sinistra · Maglietta · Maglietta · Manica destra · Manica destra · Pantaloncini · Calzettoni | Manica sinistra · Maglietta · Maglietta · Manica destra · Pantaloncini · Calzettoni |  |

## Rosa
Fonte:
| N. |                    | Ruolo | Calciatore            |
| -- | ------------------ | ----- | --------------------- |
|    | Francia (bandiera) | P     | Paul Orsatti          |
|    | Francia (bandiera) | D     | André Borowski        |
|    | Italia (bandiera)  | D     | Paolo Farina          |
|    | Francia (bandiera) | D     | Jean Franceschetti    |
|    | Francia (bandiera) | D     | François Gandolfi     |
|    | Francia (bandiera) | D     | Jean-Claude Juilliard |
|    | Francia (bandiera) | D     | Jean-Louis Luccini    |
|    | Francia (bandiera) | D     | Jean-Claude Tosi      |
|    | Francia (bandiera) | D     | Joseph Viacara        |
|    | Francia (bandiera) | D     | Jean-Marc Vincenti    |
|    | Francia (bandiera) | C     | Jean Camadini         |
|    | Francia (bandiera) | C     | René Ferrier          |

| N. |                    | Ruolo | Calciatore            |
| -- | ------------------ | ----- | --------------------- |
|    | Francia (bandiera) | C     | Claude Papi           |
|    | Francia (bandiera) | C     | Hubert Zénier         |
|    | Francia (bandiera) | A     | Robert Blanc          |
|    | Francia (bandiera) | A     | Robert Blezirri       |
|    | Francia (bandiera) | A     | Roland Ehrhardt       |
|    | Togo (bandiera)    | A     | Franck Fiawoo         |
|    | Francia (bandiera) | A     | Jean-Jacques Padovani |
|    | Francia (bandiera) | A     | Francis Panisi        |
|    | Francia (bandiera) | A     | Louis Piercecchi      |
|    | Francia (bandiera) | A     | Marius Vescovali      |
|    | Francia (bandiera) | A     | Jean-Claude Vittori   |

## Risultati

### Coppa di Francia
| Arbitro: | Héliès |

|                                                |           |              |
| Lickel 44’ Lassalette 47’, 53’, 67’ Schmit 60’ | Marcatori | 18’ Camadini |